# Kurt Robert Stille
Kurt Robert Stille (* 19. November 1934 in Kopenhagen) ist ein ehemaliger dänischer Eisschnellläufer.

## Werdegang
Stille, der in Norwegen trainierte und für den Oslo SK startete, belegte bei den Olympischen Winterspielen 1960 in Squaw Valley den 27. Platz über 5000 m, den 17. Rang über 10.000 m sowie den 13. Platz über 1500 m und bei der Mehrkampfeuropameisterschaft 1963 in Göteborg den 14. Platz im Großen Vierkampf. In seiner letzten internationalen Saison 1963/64 lief er bei der Mehrkampfeuropameisterschaft 1964 in Oslo auf den 15. Platz im Großen Vierkampf, bei der Mehrkampfweltmeisterschaft 1964 in Helsinki auf den 13. Platz im Großen Vierkampf und bei den Olympischen Winterspielen 1964 in Innsbruck auf den 30. Platz über 1500 m, auf den 12. Rang über 5000 m sowie auf den neunten Platz über 10.000 m.

## Erfolge

### Olympische Spiele
- 1960 Squaw Valley: 13. Platz 1500 m, 17. Platz 10.000 m, 27. Platz 5000 m
- 1964 Innsbruck: 9. Platz 10.000 m, 12. Platz 5000 m, 30. Platz 1500 m

### Mehrkampfweltmeisterschaften
- 1964 Helsinki: 13. Platz Großer Vierkampf

### Mehrkampfeuropameisterschaften
- 1963 Göteborg: 14. Platz Großer Vierkampf
- 1964 Oslo: 15. Platz Großer Vierkampf

## Persönliche Bestzeiten
| Disziplin | Zeit         | Datum            | Ort       |
| --------- | ------------ | ---------------- | --------- |
| 500 m     | 43,30 s      | 24. Februar 1963 | Karuizawa |
| 1500 m    | 2:13,90 min  | 12. Februar 1964 | Oslo      |
| 3000 m    | 4:39,00 min  | 12. Februar 1964 | Oslo      |
| 5000 m    | 7:56,10 min  | 5. Februar 1964  | Innsbruck |
| 10.000 m  | 16:28,50 min | 19. Januar 1964  | Oslo      |